# Niestępowo Włościańskie
Niestępowo Włościańskie (prononciation : [ɲɛstɛmˈpɔvɔ vwɔɕˈt͡ɕaɲskʲɛ]) est un village polonais de la gmina de Pokrzywnica dans le powiat de Pułtusk de la voïvodie de Mazovie dans le centre-est de la Pologne.
Le village compte approximativement une population de 136 habitants en 2009.

## Histoire
De 1975 à 1998, le village appartenait administrativement à la voïvodie de Ciechanów.